# Rente informationnelle
 (février 2023).
Si vous disposez d'ouvrages ou d'articles de référence ou si vous connaissez des sites web de qualité traitant du thème abordé ici, merci de compléter l'article en donnant les références utiles à sa vérifiabilité et en les liant à la section « Notes et références ».
La rente informationnelle renvoie à l'avantage que tire une personne du simple fait de détenir une information de façon exclusive. Elle désigne ainsi l'abus que peut faire la personne du simple fait de disposer de cette information. Par exemple dans le cas du modèle principal-agent, l'agent est le seul à disposer d'informations sur ses efforts et sa qualité. Il peut en abuser à sa faveur.